# H8 계열

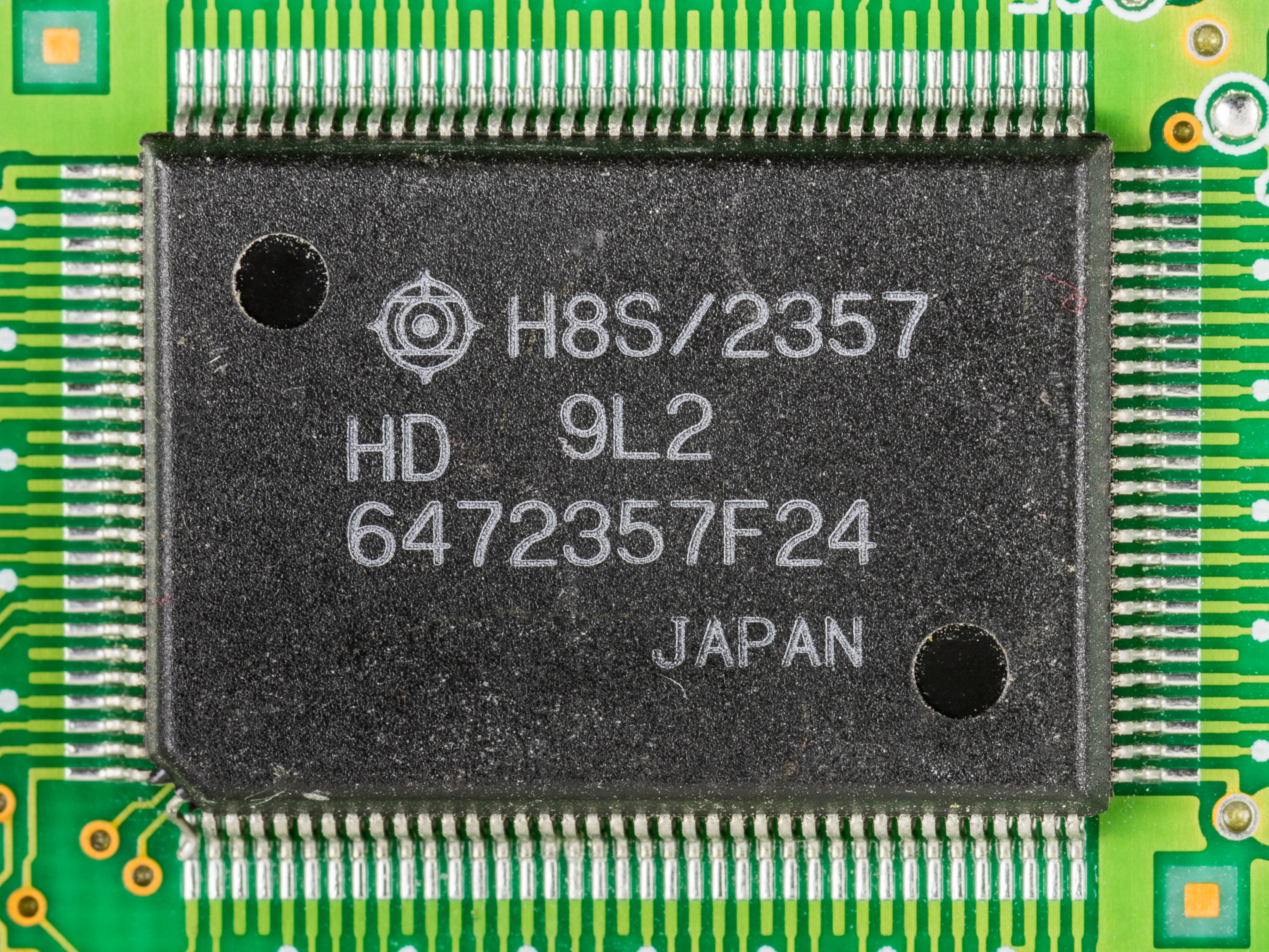
H8S/2357

히타치 H8은 르네사스 일렉트로닉스가 제조한 대규모 8비트, 16비트, 32비트 마이크로컨트롤러 제품군으로, 1990년대 초 히타치 반도체에서 시작되었다. 원래의 설계인 H8/300은 16비트 레지스터와 ALU를 갖춘 8비트 프로세서로, 일부 16비트 연산을 허용했다. 두 가지 업그레이드 버전이 출시되었는데, H8/300L은 명령어를 확장하여 완전한 16비트 머신이 되면서 저비용에 최적화되었고, H8/300H는 레지스터를 더욱 확장하여 32비트 연산을 허용하고 저전력/고성능 역할에 최적화되었다. 많은 변형이 존재한다.
전체 라인은 2003년 르네사스에 매각되었다. 르네사스는 2023년 현재까지도 이 디자인을 기존 고객에게만 판매하고 있다. 르네사스 사용자 커뮤니티 게시판의 한 관리자는 2011년에 H8 기반 제품의 추가 개발 계획이 없다고 언급했다. H8은 리눅스 커널 버전 4.2부터 지원되었지만, 버전 5.19에서 지원이 제거되었다.
더 높은 성능이 필요한 경우, 히타치는 슈퍼H 32비트 RISC 유사 마이크로컨트롤러 제품군을 출시했으며, 이는 H8을 상당 부분 대체했다.

## 변형
하위 제품군에는 8/16비트 H8/300 및 H8/500, 16/32비트 H8/300H 및 H8S, 그리고 32비트 H8SX 시리즈가 있으며, 각각 속도, 타이머, 인터럽트, 직렬 포트와 같은 내장 주변기기 선택, ROM, 플래시 메모리 및 RAM의 양에 따라 수십 가지의 다양한 변형이 존재한다. 내장 ROM과 플래시 메모리는 일반적으로 16 KB에서 1024 KB까지, RAM은 512 B에서 512 KB까지 다양하다.
H8의 기본 아키텍처는 DEC PDP-11 아키텍처를 본떠 만들어졌으며, 8개의 16비트 레지스터(H8/300H 및 H8S는 추가로 8개의 16비트 레지스터 뱅크를 가지고 있음)와 다양한 주소 지정 방식을 특징으로 한다. 그러나 PDP-11과 달리 H8 아키텍처는 빅 엔디언 바이트 순서를 사용한다.
H8/300H와 H8S는 모두 8개의 32비트 레지스터를 가지고 있으며, 각 레지스터는 하나의 32비트 레지스터, 두 개의 16비트 레지스터, 또는 두 개의 8비트 레지스터로 취급될 수 있으며, H8S는 내부 32비트 구성을 가지고 있다. 여러 회사에서 H8 제품군용 컴파일러를 제공하며, GCC 포트 전체와 시뮬레이터도 포함되어 있다. 다양한 하드웨어 에뮬레이터도 사용할 수 있다.
이 제품군은 H8SX 32비트 컨트롤러로 이어지고 있다.

## 응용 분야

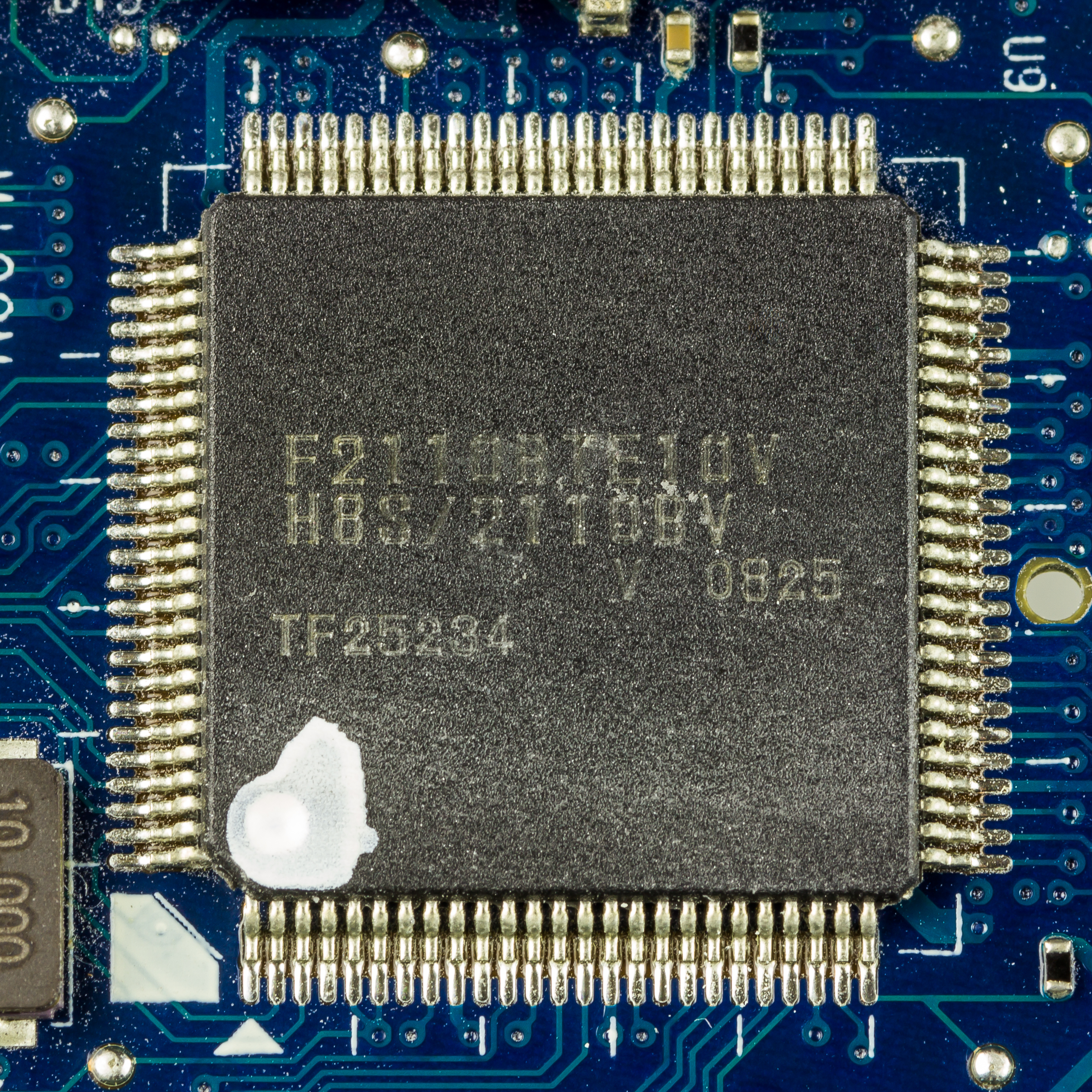
르네사스 H8S-2110BV

H8S는 디지털 카메라, 시비코 휴대용 컴퓨터, 일부 씽크패드 노트북, 프린터 컨트롤러, 스마트카드, 체스 컴퓨터, 야마하 FS1R과 같은 음악 신시사이저, 롤랜드 SC-55 및 Roland JV880 그리고 다양한 자동차 서브시스템에서 발견될 수 있다. 고급 로봇 장난감/교육 도구인 레고 마인드스톰 RCX는 H8/300을 사용한다. H8/3002는 1990년대 후반 남코가 제작한 다양한 게임, 특히 System 12 아키텍처를 사용하는 게임과 야마하의 DB50XG 및 DB60XG 도터보드와 SW60XG ISA 버스 사운드 카드에서 사운드 프로세서로 사용되었다.
H8/500은 노키아 2110 전화기에도 사용되었다.